# Cliona aethiopicus
Cliona aethiopicus är en svampdjursart som beskrevs av Burton 1932. Cliona aethiopicus ingår i släktet Cliona och familjen borrsvampar.
Artens utbredningsområde är Etiopien. Inga underarter finns listade i Catalogue of Life.